# لوز ماريا بوينتي
لوز ماريا بوينتي (20 نوفمبر 1923 - 23 فبراير 2021) عازف بيانو مكسيكي أمريكي المولد.
ابنها خورخي فيديريكو أوسوريو هو أيضًا عازف بيانو. توفيت بوينتي في 23 فبراير 2021 عن عمر يناهز 97 عامًا.
في عام 2008 أشادت أوركسترا غرفة مكسيكو سيتي بها خلال حفل موسيقي لمسيرتها المهنية كعازفة فردية ومعلمة لعدة أجيال من عازفي البيانو. في 26 يناير 2015 منح المجلس الوطني للثقافة والفنون والأكاديمية ميدالا موزارت إيه سي بوينتي ميدالية فئة الاستحقاق إلى جانب جاليا دوبروفا وناتيا ستانكيفيتش وفيرجليو فالي. في سبتمبر 2017 حصلت على ميدالية بيلاس أرتيس.